# پریش کادو (لوئیزیانا)
کادو پریش (به انگلیسی: Caddo Parish) یک قصبه در ایالات متحده آمریکا است که در لوئیزیانا واقع شده‌است.

## خصوصیات
کادو پریش ۲٬۴۲۶٫۸۳ کیلومترمربع مساحت دارد.